# James Guy
James Guy (Bury, 26 de novembro de 1995) é um nadador britânico.

## Carreira
Guy competiu na natação nos Jogos Olímpicos de Verão de 2016, conquistando a medalha de prata com os revezamentos 4x100 metros medley e 4x200 m livre. Obteve dois ouros em Tóquio 2020, um no quatro por duzentos metros livre e outro no quatro por cem metros medley misto.